# Império de Casa Verde
O Grêmio Recreativo Cultural Social Escola de Samba Império de Casa Verde é uma escola de samba da cidade de São Paulo fundada em 1994 por dissidentes do Unidos do Peruche.
Sendo uma das escolas de samba de mais veloz ascensão no Carnaval paulistano, conseguiu seu primeiro título no Grupo Especial, com apenas onze anos de fundação e a três no grupo principal.

## História
No final do ano de 1993 alguns moradores e comerciantes da região da Casa Verde, liderados por Daílson "Caçapa" se organizaram para fundar uma nova escola de samba no bairro. A primeira reunião se deu na Associação Saldanha da Gama, sendo decidido que Francisco Plumari Júnior, o "Chico Ronda", empresário e contraventor ligado ao jogo do bicho e máquinas de caça-níquel, seria o presidente de honra e patrono da nova escola. O brasão e a bandeira foram projetados pelo carnavalesco Raul Diniz.
Após esta primeira reunião, as demais foram realizadas no Vasco da Gama, e posteriormente na Rua Ouro Grosso, na primeira sede da entidade, oficialmente fundada em 27 de fevereiro de 1994. Seu primeiro desfile foi em 1995, com Carlos Alberto de Souza como Presidente, onde o Império sagrou-se campeão. Seguiram-se mais dois títulos e um vice-campeonato nos anos seguintes, que conferiram à escola uma ascensão considerada "meteórica", chegando ao segundo grupo em 1999. Em 2002, com o vice campeonato do Grupo de Acesso, ascendeu à primeira divisão.
Em 2003, quando estreava no Grupo Especial, o Império de Casa Verde causou um forte impacto com seus tigres no abre-alas, considerados luxuosos para uma escola ainda estreante no grupo de elite de São Paulo. Num enredo que falava sobre o beato João de Camargo, a escola terminou em 11º lugar entre 14 agremiações, empatado em pontos com a Águia de Ouro (à época não haviam critérios desempates definidos no carnaval de São Paulo o que fez com que por exemplo, os carnavais de 1999, 2000 e 2001 tivessem dois campeões cada). Naquele ano cairiam 3 escolas (a meta da Liga era ter apenas 12 escolas no grupo especial em 2005), mas logo após o fim da apuração, o presidente da LigaSP, Robson de Oliveira, anunciou que, ao contrário do que previa o regulamento, não cairiam três escolas, mas sim apenas duas, uma vez que segundo ele seria injusto aplicar o critério para desempatar Império e Águia, o que gerou protestos por parte da Unidos do Peruche, última colocada, que desfilou após um incêndio que destruiu suas alegorias, poucos dias antes do desfile. À época, sua presidente alegou que não seria justo "rasgar o regulamento" para proteger algumas escolas e rebaixar outras. Após o carnaval, então, ficou resolvido que não haveria descenso e o Grupo Especial passaria a ter 16 escolas.
No decorrer de 2003, o patrono da Escola, Chico Ronda, foi assassinado. No samba escolhido para 2004, uma estrofe (antes do refrão do meio) dizia:  "Mistério / Quem constrói não pode desfrutar / Tudo o que toca vira ouro / Mas morre sem poder aproveitar". Segundo Maurício Kubrusly, comentarista da Rede Globo na transmissão do Carnaval, seria uma referência ao patrono imperiano. Nesse ano a Império de Casa Verde surpreendeu com um enredo que fazia analogias entre a história de São Paulo e a Grécia Antiga, trazendo mais uma vez tigres considerados luxuosíssimos no abre-alas e conseguindo um expressivo terceiro lugar, terminando apenas a 0,5 ponto da Mocidade Alegre, campeã de 2004. No momento da apuração, a quadra da escola encontrava-se fechada, e o helicóptero da Rede Globo seguiu para lá de última hora. Ao chegar, encontrou alguns de seus dirigentes ainda abrindo a sede, pois era inesperado que a agremiação pudesse ser campeã naquele ano.
No carnaval de 2005, desfilou com um enredo que abordava o Brasil de uma ótica positiva como uma espécie de terra abençoada em meio a tantos problemas mundiais,  consagrando o lema "Se Deus é por nós quem será contra nós, que seria utilizado em anos posteriores. O enredo fazia também uma homenagem ao seu fundador e patrono, falecido, e levou a escola ao seu primeiro campeonato do grupo principal.
Em 2006, fazendo uma homenagem à pecuária brasileira, o Império sagrou-se bicampeão.
Em 2007 tentou o seu tricampeonato, num enredo que abordava os grandes Impérios do mundo, com cinco tigres gigantes, um de cada cor, no Abre-alas, representando cinco grandes impérios da história mundial. Pela primeira vez, os comentaristas da transmissão do carnaval reconheceram que uma escola de São Paulo se igualava às cariocas em luxo e grandiosidade. Apesar do luxo e de ser apontada como favorita, naquele ano obteve apenas o quinto lugar.
Para o Carnaval de 2008, fechando os desfiles do Grupo Especial, o Império apresentou um enredo sobre a Música do Brasil, em especial a MPB, citada no título do enredo. Com notas baixas no quesito Evolução, obteve apenas nona colocação.
Em 2009, com a volta de Roberto Szaniecki, que desenvolveu junto com uma comissão, preparou um desfile sobre datas comemorativas, para falar ao final dos seus quinze anos de história. Já marcada pelo grande tamanho de suas alegorias, a escola desfilou com o último carro alegórico que media 55 metros de comprimento, sendo o maior carro alegórico ja visto no carnaval do Brasil. Naquele ano, no desfile das campeãs, a agremiação atrasou-se em dez minutos, e desfilou com faixas de protesto e narizes de palhaço, em repúdio às notas baixas que recebeu dos julgadores dos quesitos "alegorias", "bateria" e "fantasia", fato que deixou os componentes da agremiação revoltados.
Em 2010 o Tigre levou um enredo sobre a cidade de Itu; contratando novamente o intérprete Carlos Júnior que estava no Vai-Vai e também o carnavalesco Marco Aurélio Ruffim que estava na Tom Maior. Já consolidada com a marca de carros gigantes, naquele ano, onde o enredo abordava uma cidade conhecida pelas piadas relativas à sua grandeza, esperava-se alegorias de proporções maiores. No entanto, devido ao estilo do carnavalesco, as alegorias não apresentaram o esperado grandiosismo. Notas baixas nos quesitos "enredo" e "alegorias", quesitos onde a agremiação era considerada forte, renderam-lhe apenas o sétimo lugar.
No desfile de 2011, a Império trouxe o enredo sobre a Cerveja, patrocinada pelo Grupo Schin. Com um samba animado, mas apresentando um visual bem abaixo dos anos anteriores, esteve próxima do rebaixamento na apuração. Nesse desfile, durante a transmissão na TV Globo, surgiu o apelido da bateria da escola, "Barcelona do Samba", baseado no time de mesmo nome da Espanha.
Segunda a desfilar na primeira noite de carnaval em 2012, apresentou um enredo sobre a visão e a ótica. A apresentação da comissão de frente foi considerada confusa[carece de fontes?], e as alegorias, embora superiores ao ano anterior, eram de difícil compreensão. As notas baixas em fantasias (9 décimos perdidos) prejudicaram muito a situação da escola, que no dia da apuração terminou em 11º lugar. Naquele ano, Tiago Ciro Tadeu Faria, que era torcedor e estava com credencial do Império de Casa Verde, invadiu a área da apuração e rasgou as notas que ainda faltavam ser lidas sendo a Império a grande prejudicada em 2013 pois não recebeu a subvenção.
Em 2013 contou com o grande Carnavalesco Alexandre Louzada que desenvolveu o enredo "Pra todo mal, a cura. Quem canta seus males espanta!". A escola foi duramente criticada no período de Pré-carnaval, sendo cogitada a ser rebaixada para o acesso, porém, no dia de seu desfile, se superou fazendo um grandioso desfile, voltando no desfile das campeãs.
Em 2014, abordou em seu carnaval as diversas formas de energia sustentável. O abre-alas dessa vez, contava com um enorme tigre mecânico. No ano seguinte, trouxe um carnavalesco estreante, Leonardo Catta Preta, em um desfile que abordava os grandes sonhadores do mundo inteiro, e foi considerado animado e colorido, diferente dos anos anteriores.
Em 2016, a agremiação levou para a avenida o enredo "O Império dos Mistérios" com alegorias luxuosas e fantasias muito coloridas a escola fez um espetáculo no sambódromo, com um carnaval assinado pelo carnavalesco Jorge Freitas a escola sagrou-se campeã. Em 2017 a agremiação de Casa Verde veio com um enredo sobre a paz e a união entre homens e o planeta Terra, além de falar sobre a chegada de um império de paz ao mundo, a escola falou sobre o equilíbrio entre o homem e as forças da natureza. Mesmo apostando em grandes carros alegóricos e fazendo um desfile correto sem muitos erros acabou ficando com o quarto lugar.
Para 2018 a escola da Zona Norte levou pra avenida o tema "O povo: a nobreza real" tendo como inspiração o filme "Os Miseráveis" e a novela "Que Rei Sou Eu?" usando o tema para falar sobre o caos político no Brasil. Fazendo um bom desfile a escola era cotada como uma das favoritas ao título, porém o favoritismo não se confirmou na apuração e a Império ficou com apenas a sexta colocação. Jorge Freitas saiu da agremiação pouco tempo depois. Flávio Campello foi contratado logo em seguida, para o carnaval do ano seguinte.
Em 2019, a Império de Casa Verde fez uma homenagem aos 124 anos do cinema. A escola retratou em forma de samba toda evolução dos filmes de forma lúdica, rebobinando as linhas do tempo e revendo os filmes que marcaram época e encantaram gerações, contando a história a partir das primeiras gravações dos irmãos Lumiére, as mudanças tecnológicas e os contextos históricos que envolveram as produções cinematográficas. Sob a batuta de Campello, o enredo "O Império Contra-Ataca" foi muito bem recebido e mantendo o padrão habitual luxuoso da escola. A Império acabou ficando em 5º lugar, voltando às campeãs.
Em junho do mesmo ano, a escola anunciou em suas redes sociais que para o carnaval de 2020 teria o Líbano como enredo, mantendo Flávio Campello como carnavalesco. Fez uma bela apresentação sobre o tema, mas foi visualmente prejudicada pelo atraso de escolas anteriores, já que suas alegorias e fantasias foram projetadas para desfilar ainda com o dia amanhecendo (a escola acabou entrando na pista somente depois das 6hrs da manhã, com o dia completamente raiado). Na apuração, conquistou um indesejado 9º lugar, posição injusta para o desfile realizado pela escola. Flávio Campello foi dispensado da agremiação pouco tempo depois. No dia 11 de março de 2020, a Império anunciou a contratação de Mauro Quintaes.
Em 2021 não houve carnaval em virtude da pandemia do novo coronavírus. Mesmo com o adiamento, o Império de Casa Verde que manteve o enredo "O Poder da Comunicação - Império, o Mensageiro das Emoções", que causou controvérsias dentro e fora da comunidade da escola por ter o humorista e influencer Carlinhos Maia como homenageado. Com os desfiles marcados para 22 e 23 de abril de 2022, dois anos e dois meses depois de seus componentes pisarem na avenida pela última vez, o Império, que pela ordem das apresentações seria a responsável por fechar o carnaval fora de época, mostrou-se pouco abalada pelas críticas ao enredo e samba e fez um desfile belíssimo e de altíssimo nível, credenciando a agremiação como uma das favoritas ao título. Terminou a apuração empatada com a campeã Mancha Verde e perdeu no desempate entre a primeira e a segunda colocada, Mocidade Alegre, ficando com o 3º lugar.
Poucos dias depois da apuração, a direção da escola anunciou o desligamento do carnavalesco Mauro Quintaes, mantendo Leandro Barboza no desenvolvimento do desfile de 2023. Em seguida, anunciou a saída do intérprete Carlos Júnior, que defendeu a escola por 12 anos em sua segunda passagem. Para seu lugar, Tinga foi contratado.
Em 2023, o enredo apresentado foi "Império dos Tambores - Um Brasil Afromusical", de autoria do carnavalesco Leandro Barboza e pesquisa do enredista Tiago Freitas. O enredo abordou sobre os tambores e a musicalidade afro-brasileira. Com um samba premiado, aclamado pela crítica e pelos sambistas, a agremiação através do carro de som e da bateria levantou a arquibancada. Um momento marcante foi a homenagem do último setor da Escola às mulheres griôs do samba paulistano, Leci Brandão, Bernadete e Eliana de Lima, que juntas com a Griô imperiana, a baiana Bah, promoveram uma grande gira de batuques no quilombo Casa Verde - o bairro mais negro de São Paulo. Na apuração, o Tigre repetiu a terceira colocação, ficando a 1 décimo da campeã Mocidade Alegre e empatada com a Mancha Verde, que ficou com o vice-campeonato no desempate.
Em 2024, a Império de Casa Verde anunciou Fafá de Belém como sua homenageada. O enredo “Fafá, a Cabocla Mística em Rituais da Floresta”, estava nos planos do carnavalesco Leandro Barboza desde 2019 e contou com a pesquisa do enredista Tiago Freitas. A escola causou polêmica por realizar representação considerada desrespeitosa e intolerante da Virgem Maria, despertando reações por parte de católicos e líderes religiosos. Segundo Alberto Taveira, arcebispo de Belém, a apresentação "foi uma absoluta falta de bom-senso, que foi um gesto lamentável tanto da escola de samba como da cantora que se prestou a fazer este desserviço à nossa devoção a Nossa Senhora de Nazaré”  Considerada pela crítica como uma das favoritas ao título, a escola terminou a apuração em sexto lugar, ficando fora do Desfile das Campeãs.

## Segmentos

### Presidentes
| Nome                                                | Mandato         | Ref.   |
| --------------------------------------------------- | --------------- | ------ |
| Carlos Alberto de Souza                             | 1994–1999       | [ 2 ]  |
| Francisco Plumari Júnior                            | 2000–2001       | [ 37 ] |
| Reginaldo Tadeu Batista de Souza "Mestre Adamastor" | 2002–2003       | [ 38 ] |
| Alexandre Plumari "Alexandre Ronda"                 | 2004–2010       | [ 39 ] |
| Júnior Marques                                      | 2011            |        |
| Alexandre Furtado                                   | 2012–atualidade | [ 2 ]  |

### Presidentes de Honra
| Nome                                                 | Mandato         | Ref. |
| ---------------------------------------------------- | --------------- | ---- |
| Francisco Plumari Júnior "Chico Ronda"               | 1999–2003       |      |
| Francisco Plumari Júnior "Chico Ronda" (in memoriam) | 2003–atualidade |      |

### Intérpretes
| Carnavais | Intérprete oficial                          | Ref. |
| --------- | ------------------------------------------- | ---- |
| 1995      | Anderson                                    |      |
| 1996–1999 | Bernadete e Anderson                        |      |
| 2000      | Agnaldo Amaral                              |      |
| 2001      | Royce do Cavaco                             |      |
| 2002      | Serginho                                    |      |
| 2003      | Roger Linhares                              |      |
| 2004–2007 | Carlos Júnior                               |      |
| 2008      | Bruno Ribas (Participação Especial: Belo)   |      |
| 2009      | Rapha SP (Participação Especial: Belo)      |      |
| 2010–2011 | Carlos Júnior (Participação Especial: Belo) |      |
| 2012–2022 | Carlos Júnior                               |      |
| 2023–2025 | Tinga                                       |      |
| 2026      | Tinga e Tiago Nascimento                    |      |

### Diretores
| Período   | Diretor de Carnaval                                               | Diretor geral de harmonia       | Mestre de bateria | Ref.          |
| --------- | ----------------------------------------------------------------- | ------------------------------- | ----------------- | ------------- |
| 1998-2000 |                                                                   |                                 | Mestre Luizinho   |               |
| 2001      |                                                                   |                                 | Mestre Adamastor  |               |
| 2002      |                                                                   |                                 | Mestre Adamastor  |               |
| 2003      |                                                                   |                                 | Mestre Magui      |               |
| 2004      |                                                                   |                                 | Mestre Pena       |               |
| 2005      | Marcelo Casa Nossa (Chefia)                                       | Demis Correia                   | Robson Zoinho     | [ 40 ] [ 41 ] |
| 2016–2017 | Rogério Figueira Ribeiro (Tiguês) e Celso Luiz Martins (Celsinho) | Comissão de Harmonia            | Robson Zoinho     |               |
| 2020–     | Rogério Figueira Ribeiro (Tiguês) e Celso Luiz Martins (Celsinho) | Sergio Luis Oliveira (Serginho) | Robson Zoinho     | [ 42 ]        |

### Coreógrafos
| Período   | Nome                | Ref.   |
| --------- | ------------------- | ------ |
| 2013      | Ulisses de Oliveira |        |
| 2014-2020 | André Almeida       | [ 41 ] |
| 2021-2025 | Anderson Rodrigues  |        |
| 2026      | Sérgio Cardoso      |        |

### Casal de Mestre-sala e Porta-bandeira
| Período   | Nome                               | Ref.                 |
| --------- | ---------------------------------- | -------------------- |
| 2002      | André Luiz e Gislaine              | [ 43 ]               |
| 2003–2005 | Jairo e Simone                     | [ 38 ]               |
| 2006–2010 | Renato e Fabíola                   | [ 44 ]               |
| 2011      | Robson e Jaqueline                 | [ 45 ]               |
| 2012      | João Carlos e Laís Moreira         | [ 46 ]               |
| 2013      | Marquinhos e Jennifer              | [ 47 ]               |
| 2014      | Marlon Lamar e Jessika Barbosa     | [ 48 ]               |
| 2015      | Marlon Lamar e Iasmin Ramello      | [ 41 ]               |
| 2016      | Marlon Lamar e Jéssica Gioz        | [ 49 ]               |
| 2017–2025 | Rodrigo Antônio e Jéssica Gioz     | [ 50 ] [ 51 ] [ 52 ] |
| 2026      | Patrick Vicente e Sofia Nascimento |                      |

### Corte de Bateria
| Período   | Rainha de Bateria | Madrinha de Bateria | Ref           |
| --------- | ----------------- | ------------------- | ------------- |
| 2005–2007 | Bruna Ancheschi   | Sheila Mello        |               |
| 2008–2009 | Gracyanne Barbosa | Dany Romani         |               |
| 2010–2011 | Gracyanne Barbosa |                     | [ 53 ]        |
| 2012–2013 | Valeska Reis      | Andréa de Andrade   | [ 53 ] [ 54 ] |
| 2014–2015 | Valeska Reis      |                     | [ 41 ]        |
| 2016–2022 | Valeska Reis      | Lívia Andrade       | [ 50 ] [ 55 ] |
| 2016-2022 | Valeska Reis      | Theba Pitylla       | [ 56 ]        |
| 2023-     | Theba Pitylla     |                     |               |

## Carnavais
| 1998 | Vice-campeã | 1A-UESP | No Império Reina o Reisado | Raul Diniz |        |
| 1999 | 5º lugar | Acesso | Coisa Boa Todo Mundo Gosta Compositores: Ademir Sintonia, Levi Sintonia, Marcos Shamilian e Misturinha do Cavaco.                                                                                        | Raul Diniz | [ 57 ] |
| 2000 | 3º lugar | Acesso | Descobrimento ou Invasão? Eis a Questão! | Marco Aurélio Ruffin                                                                                                   |        |
| 2001 | 4° lugar | Acesso | Fantástica Máquina dos Sonhos | Cebola |        |
| 2002 | Vice-campeã | Acesso | A Verde Guerrilha da Paz | Hernani Siqueira e José Carlos Lisboa                                                                                  |        |
| 2003 | 12º lugar | Especial | Nhô João, Preto Velho Milagreiro e Profeta de Todos os Deuses, lá pelas bandas do Cafundó Compositores: Biro-Biro, Daniel Collête, Raphael, Júnior Marques, L.C. Santos, Turko, Sérgio Biriba, Maradona. | Hernani Siqueira e Paulo Führo                                                                                         | [ 38 ] |
| 2004 | 3º lugar | Especial | O Novo Espelho de Narciso. Um Delírio Sobre os Heróis da Mitologia Paulistana Compositores: Jeferson Lima, Marco Antonio Santos, Murilo e Peña.                                                          | Paulo Führo e Victor Santos                                                                                            |        |
| 2005 | Campeã | Especial | Brasil: Se Deus é por nós, quem será contra nós? Compositores: Vaguinho, Carlos Júnior e Raphael. | Paulo Führo e Victor Santos                                                                                            |        |
| 2006 | Campeã | Especial | Do Boi Místico ao Boi Real – De Garcia D´Ávila na Bahia ao Nelore – O Boi que come capim – A Saga pecuária no Brasil para o Mundo Compositores: Rafael, Junior Marques e Carlos Junior.                  | Comissão de Carnaval (Júnior Marques, Carlos Lopes, Roberto Szaniecki e Delmo de Moraes)                               |        |
| 2007 | 5º lugar | Especial | Glórias e Conquistas – A Força do Império está no salto do Tigre Compositores: Raphael do Império, Júnior Marques e Carlos Júnior.                                                                       | Comissão de Carnaval (Júnior Marques, Carlos Lopes, Jorge Luis, Márcia Lage e Renato Lage)                             |        |
| 2008 | 9º lugar | Especial | Sambando, cantando e seguindo a canção. Vem, vamos embora para a festa da MPB Compositores: Júnior Marques e Raphael do Império.                                                                         | Comissão de Carnaval (Júnior Marques, Jorge Luis, Troy Orh, Ney Meirelles e André Machado)                             | [ 58 ] |
| 2009 | 5º lugar | Especial | É festa, é feriado, é celebração. O tigre comemora na avenida e exalta seu pavilhão. São 15 anos de paixão! Compositores: Raphael do Império e Júnior Marques.                                           | Comissão de Carnaval (Júnior Marques, Troy Orh, Ney Meirelles e Roberto Szaniecki)                                     | [ 59 ] |
| 2010 | 7º lugar | Especial | Itu, Fidelíssima Terra de Gigantes! Compositores: Belo, Marcelo Casa Nossa, Thiago de Xangô, Bruno Ribas, Beah, Fran Sousa, Fabinho LS, Vinícius Baiano e Osasco.                                        | Marco Aurélio Ruffin                                                                                                   |        |
| 2011 | 12º lugar | Especial | Samba sabor cerveja. Admirada a milênios, a mais nova sensação nacional Compositores: Carlos Alberto, Fininho, Marcelinho, Nocera Romagnoli, Sylas, Tadeu Sá, Tião, Walter Jr e Vagner dos Santos.       | Marco Aurélio Ruffin                                                                                                   | [ 45 ] |
| 2012 | 11º lugar | Especial | Na ótica do meu Império, o foco é você! Compositores: Amós TK, Bruninho, Jorginho Soares, P.H., Sérgio, Luis, Henrique e V. Tomagescki.                                                                  | Roberto Szaniecki |        |
| 2013 | 5º lugar | Especial | Pra todo mal, a cura. Quem canta seus males espanta! Compositores: Aldair, De Paula, Dney Sas, Romão, R. Silva e R. Ribeiro.                                                                             | Alexandre Louzada |        |
| 2014 | 8º lugar | Especial | Sustentabilidade: Construindo um mundo novo Compositores: Leo Reis, Turko, Celsinho Mody, Fabiano Henrique, Biel, Paulinho B.P. e Marquinhos.                                                            | Alexandre Louzada |        |
| 2015 | 8° lugar | Especial | Sonhadores do mundo inteiro: uni-vos! Compositores: Chefia, Wagner Mariano e Nogueira. | Comissão de Carnaval (Paulo Führo, Leonardo Catta Preta e Júnior Barata)                                               | [ 41 ] |
| 2016 | Campeã | Especial | O Império dos Mistérios Compositores: Carlos Júnior, Fabinho LS e Fabiano Sorriso. | Jorge Freitas | [ 49 ] |
| 2017 | 4° lugar | Especial | Paz. O Império da Nova Era Compositores: Turko, Aquiles da Vila, Maradona, Chanel Wagner, Paulinho, JC Castilho, Tinga e Silas Augusto.                                                                  | Jorge Freitas | [ 50 ] |
| 2018 | 6° lugar | Especial | O povo, a nobreza real Compositores: Jairo Roizen, Thiago Sukata, Godoi, Luciano Godoi, Claudio Mattos, Tavares, Tubino, William Lima, Meiners e Victor Alves.                                           | Jorge Freitas | [ 60 ] |
| 2019 | 5° lugar | Especial | O Império contra-ataca Compositores: Acerola de Angola, Almir Mendonça, Luiz Jacaré, Rapha Maslionis, Leandro Rato, Marcelão e Pedro Carmo.                                                              | Flávio Campello | [ 61 ] |
| 2020 | 9º lugar | Especial | Marhaba Lubnãn Compositores: Marcelo Casa Nossa, Carlos Jr, Gui Cruz, Armênio Poesia, Darlan Alves, Fredy Vianna, Rodrigo Minuetto, Rodolfo Minuetto e Xandinho Nocera.                                  | Flávio Campello | [ 62 ] |
| 2021 | Inicialmente adiados para o mês de julho, os desfiles do Carnaval 2021 foram cancelados devido a pandemia de Covid-19. | Inicialmente adiados para o mês de julho, os desfiles do Carnaval 2021 foram cancelados devido a pandemia de Covid-19. | Inicialmente adiados para o mês de julho, os desfiles do Carnaval 2021 foram cancelados devido a pandemia de Covid-19.                                                                                   | Inicialmente adiados para o mês de julho, os desfiles do Carnaval 2021 foram cancelados devido a pandemia de Covid-19. | [ 63 ] |
| 2022 | 3º lugar | Especial | O Poder da Comunicação - Império, o Mensageiro das Emoções Compositores: Samir Trindade, André Diniz, Cláudio Russo, Diego Nicolau, Darlan Alves, Fabiano Sorriso e Marcelo Casa Nossa.                  | Mauro Quintaes e Leandro Barboza                                                                                       | [ 64 ] |
| 2023 | 3º lugar | Especial | Império dos Tambores - Um Brasil Afromusical Compositores: André Diniz, Marcelo Casa Nossa, Samir Trindade, Fabiano Sorriso, Evandro Bocão, Darlan Alves e Gustavo Clarão.                               | Leandro Barboza | [ 65 ] |
| 2024 | 6º lugar | Especial | Fafá - A Cabocla Mística em Rituais da Floresta Compositores: André Diniz, Marcelo Casa Nossa, Samir Trindade, Fabiano Sorriso, Evandro Bocão, Darlan Alves, Gustavo Clarão e Tinga.                     | Leandro Barboza | [ 66 ] |
| 2025 | 11º lugar | Especial | Contando Contos: Reinos da Literatura Compositores: André Diniz, Gustavo Clarão, Darlan Alves, Fabiano Sorriso, Evandro Bocão e Marcelo Casa Nossa.                                                      | Leandro Barboza | [ 67 ] |
| 2026 | | Especial | Império dos Balangandãs: Joias negras Afro-Brasileiras | Leandro Barboza |        |

## Títulos
| Títulos da Império de Casa Verde | Títulos da Império de Casa Verde | Títulos da Império de Casa Verde | Títulos da Império de Casa Verde |
|                                  | Divisão                          | Total                            | Ano                              |
| -------------------------------- | -------------------------------- | -------------------------------- | -------------------------------- |
|                                  | Grupo Especial                   | 3                                | 2005, 2006, 2016                 |
|                                  | Grupo 3-UESP                     | 1                                | 1997                             |
|                                  | Grupo 4-UESP                     | 1                                | 1996                             |
|                                  | Grupo B-UESP                     | 1                                | 1995                             |